# Comté d'Ida
Pour les articles homonymes, voir Ida.
Le comté d'Ida est un comté de l'État de l'Iowa, aux États-Unis.